# Прокунино (Муромцевское сельское поселение)
Прокунино — деревня Судогодского района Владимирской области России, входит в состав Муромцевского сельского поселения.

## География
Деревня расположена на берегу речки Побойка в 15 км на юг от райцентра города Судогда. 

## История
В XIX — первой четверти XX века деревня входила в состав Бережковской волости Судогодского уезда, с 1926 года — в составе Судогодской волости Владимирского уезда. В 1859 году в деревне числилось 25 дворов, в 1905 году — 53 дворов, в 1926 году — 60 дворов.
С 1929 года деревня являлась центром Прокунинского сельсовета Судогодского района, с 1940 года — в составе Вольно-Артемовского сельсовета, с 1979 года — в составе Беговского сельсовета, с 2005 года — в составе Муромцевского сельского поселения.

## Население
| 1859 | 1905 | 1926 | 2002 |
| ---- | ---- | ---- | ---- |
| 169  | 293  | 311  | 23   |

| 1859 | 1905 | 1926 | 1959 | 1970 | 1979 | 1983 |
| ---- | ---- | ---- | ---- | ---- | ---- | ---- |
| 169  | ↗293 | ↗311 | ↘215 | ↘146 | ↘94  | ↘65  |
| 2002 | 2010 | 2021 |      |      |      |      |
| ↘23  | ↗24  | ↘22  |      |      |      |      |